# Krzyż hugenocki

Krzyż hugenocki

Krzyż hugenocki (franc. la croix huguenote) – symbol wiary wyznawców kalwinizmu, przede wszystkim we Francji, a współcześnie także w innych krajach. Składa się z krzyża maltańskiego oraz z gołębicy, niekiedy zastępowanej ampułką lub stylizowaną łzą. Dodatkowe ozdoby krzyża mają znaczenie symboliczne.
Po raz pierwszy pojawił się w XVIII w. wśród wyznawców kalwinizmu (hugenotów) na południu Francji w okresie prześladowań religijnych ze strony katolickiej monarchii. Według tradycji wykonał go jubiler z Nîmes-Maystre, 3 lata po odwołaniu edyktu nantejskiego.
Krzyż sygnalizował wyznanie danej osoby, a jednocześnie zabezpieczał przed represjami ze strony państwa, ponieważ naśladował kształtem królewski Order Ducha Świętego.
Obecnie krzyż hugenocki jest umieszczony m.in. w logo francuskiego, polskiego czy południowoafrykańskiego Kościoła ewangelicko-reformowanego.

## Opis elementów krzyża
Krzyż to symbol Trójcy Świętej: krzyż maltański symbolizuje Jezusa, promienie lub ozdoby między ramionami krzyża – symbol Boga-Ojca a gołębica jest symbolem Ducha Świętego.
- krzyż maltański – symbolizuje wiarę chrześcijańską.
- 8 kulistych zakończeń ramion krzyża – symbolizuje 8 reguł życia chrześcijanina, prześladowanego za wiarę (Ewangelia Mateusza 5:3-10).
- stylizowane kwiaty lilii między ramionami krzyża – symbolizują monarchistyczny herb Francji (jako oznakę przywiązania) i jednocześnie symbolizują, przez podobieństwo do cierni i do serca, męczeństwo Jezusa i jego wiernych wyznawców.
- gołębica – symbolizuje Ducha Świętego, który obdarza chrześcijan łaską i odwagą.

(niekiedy gołębica zastąpiona jest ampułką lub stylizowaną łzą, które symbolizują męczeństwo).